# 김근태 (1952년)
김근태(金近泰, 1952년 11월 26일 ~ , 부여)는 대한민국의 군인을 지낸 정치인으로서 육군 제1군사령관을 역임한 새누리당 국회의원이었다.

## 생애
육사 30기로 임관하면서 군 복무를 시작하였다. 대장으로 전역 후 한나라당 충남 부여 및 청양 선거구 당원협의회 조직위원장이 되었으며, 제 19대 국회의원 선거에 새누리당 후보로 충남 부여 및 청양지역구에 출마하여 2012년 4월 11일 국회의원 선거에서 43.5%의 득표율로 당선되었으나 공직선거법 위반으로 벌금 200만원 형이 선고되면서 당선무효 선고, 의원직을 상실하였다.
제 21대 국회의원 선거에서는 제 19대 국회의원 선거 당시 공직선거법 위반으로 당선무효 선고, 의원직을 상실한 이유로 인해 정진석에 밀려 공천이 배제되자 미래통합당을 탈당 후 무소속으로 동 지역구에 출마했으나 3,600표에 불과한 저조한 득표로 낙선했다.

## 주요 경력
- 1974 육군 소위 임관
- 소장
  - 육군 제11보병사단 사단장
  - 육군대학 총장
- 중장
  - 2005.06. ~ 2006.12. 육군 제7기동군단 군단장
  - 2006 ~ 2008. 03 합동참모본부 작전본부 본부장
- 대장
  - 2008. 03 ~ 2009. 09 제1군사령관
- 2009년 예편
- 2011.9 ~ 2012.3 한나라당 부여청양 당원협의회 위원장
- 2012.4 ~ 2013.2 새누리당 충남 부여 및 청양 선거구 당원협의회 조직위원장
- 대한민국 육군 제1야전군사령부 사령관
- 2012.5 ~ 2013.2 제 19대 새누리당 국회의원 (충남 부여군·청양군)
  - 2012.07 ~ 2013.02 제19대 국회 농림수산식품위원회 위원
- 대한민국육군협회 자문위원
- 한국전략문제연구소 이사
- 자유한국당 국책자문위원회 국방분과위원장
- 한반도 선진화재단 국방선진화연구모임 회장
- 2021.09 ~ 2021.11 : 국민의힘 윤석열 제20대 대통령 선거 예비후보 국민과 함께하는 국방포럼 공동대표
- 2021.12 ~ 2022.01 : 국민의힘 살리는 선거대책위원회 총괄특보단 국방안보특보단 국방정책특보
- 2025.05 ~2025.06: 제21대 대통령 선거 국민의힘 김문수 대통령 후보 직속 자문 및 보좌 기관 특보단 국가안보특보

## 전과
- 정당법위반: 벌금 2,000,000원 - 2012년 9월 19일 선고[1]
- 공직선거법위반: 벌금 5,000,000원 - 2012년 9월 19일 선고[1]

## 역대 선거 결과
|  | 43.5% |

|  | 3% |

## 학력
- 소사초등학교
- 논산대건중학교
- 공주대학교 사범대학 부설고등학교